# Лонки (Варшавський-Західний повіт)
Лонки (пол. Łąki) — село в Польщі, у гміні Блоне Варшавського-Західного повіту Мазовецького воєводства.
У 1975-1998 роках село належало до Варшавського воєводства.